# Grimme-Preis 2022
Der Grimme-Preis 2022 war die 58. Verleihung des deutschen Fernsehpreises Grimme-Preis, die vom Grimme-Institut durchgeführt wurde. Am 24. Februar 2022 wurden die Nominierungen und am 31. Mai die Preisträger bekanntgegeben. Die Verleihung fand am 26. August 2022 im Theater Marl statt.

## Nominierungen und Preisträger
Insgesamt wurden 74 Produktionen und Einzelleistungen in vier Kategorien für den 58. Grimme-Preis nominiert, die aus über 760 Einreichungen ausgewählt wurden. Die Preisträger sind fett dargestellt.

### Fiktion
- All You Need (UFA Fiction für ARD Degeto)
- Auf dünnem Eis (Polyphon für ZDF)
- Die Heimsuchung (MOOVIE für ARD Degeto)
- Die Ibiza Affäre (W&B Television/Epo-Film für Sky Deutschland)
- Die Wespe (Gaumont für Sky Deutschland)
- Freunde (hr)
- Gefangen (unafilm für WDR)
- Geliefert (TV60Filmproduktion für BR/Arte)
- Hyperland (Marcelo Busse Filmproduktion für ZDF/Das kleine Fernsehspiel)
- Ich und die Anderen (Superfilm für Sky Deutschland)
- Lu von Loser (Quantum für ZDF/Das kleine Fernsehspiel)
- Polizeiruf 110: Sabine (Filmpool Fiction für NDR)
- Ruhe! Hier stirbt Lothar (Hager Moss Film für WDR)
- Sörensen hat Angst (Claussen + Putz Filmproduktion für NDR)
- The Mopes (UFA Fiction für Warner TV Comedy)
- Tina mobil (X Filme Creative Pool für rbb)
- Wir (Studio Zentral für ZDF/ZDFneo)

Spezial
- Claudia Wolscht für den Schnitt in „Polizeiruf 110: Bis Mitternacht“ (Provobis für BR)
- Inga Humpe, Tommi Eckart und Matthias Petsche für die Musik in „Eldorado KaDeWe – Jetzt ist unsere Zeit“ (Constantin Television/UFA Fiction für ARD Degeto/rbb)
- Murmel Clausen und Andreas Pflüger für den stetigen Formatbruch im gemeinsam entwickelten Weimarer „Tatort“, der 2021 in der letzten Folge „Tatort: Der feine Geist“ gipfelte (Madefor Film für MDR/ARD Degeto)

### Information & Kultur
- Bruderliebe (CORSO Film/Hornfilm für ZDF/Arte)
- Charité Intensiv: Station 43 (Docdays Productions für rbb)
- Das größte Dreispartenhaus der Welt vor seiner größten Herausforderung (SWR)
- Die Sache mit den Juden (Autentic Production für BR)
- Die Story im Ersten: Warum Kinder keine Tyrannen sind – Das System von Dr. Winterhoff (WDR)
- Femizid – Wenn Männer Frauen töten (Bewegte Zeiten Filmproduktion für ZDF/ZDFinfo)
- Hanau – Eine Nacht und ihre Folgen (HR)
- Hoyerswerda '91 – Eine Stadt, die Gewalt und ihre * Aufarbeitung (Schulz/Wendelmann Film für MDR)
- Höllental (Kundschafter Filmproduktion für ZDF/Das kleine Fernsehspiel)
- Junger Dokumentarfilm: Jemen – Die Mütter der Entführten (Aviv Pictures/Schwenk Film für SWR)
- Kevin Kühnert und die SPD (NDR)
- Krieg vor Gericht – Die Jugoslawien-Prozesse (LOOKSfilm für rbb/Arte/Česká televize)
- Oeconomia (Petrolio Film für ZDF/3sat)
- Planet ohne Affen (NDR)
- Schwarze Adler (Broadview Pictures für Amazon Prime/ZDF)
- Uferfrauen – Lesbisches L(i)eben in der DDR (Sunday Filmproduktion für ZDF/Das kleine Fernsehspiel)
- Wer wir sind – Die DNA des Ostens (Hoferichter & Jacobs Film- und Fernsehproduktion für MDR)
- Wirecard – Die Milliarden-Lüge (Sperl Film- und Fernsehproduktion/BABKA für Sky/rbb/NDR/SWR/BR/Arte)

Spezial
- Die RTL-Wetterredaktion für die Konzeption des „Klima Update“ (RTL)
- Idee und Konzept für die Chronik „Berlin – Schicksalsjahre einer Stadt“ (solo:film/ChronikTV für rbb)

Journalistische Leistung
- Der Meteorologe Özden Terli für seine anschaulichen und schonungslosen Darstellungen der Klimawandelfolgen in verschiedenen Sendungen des ZDF. (ZDF)
- Katrin Eigendorf für ihre empathischen und mutigen Reportagen zur Lage der Frauen und Mädchen in Afghanistan (ZDF)
- Shafagh Laghai, Jack Sappoch, Klaas van Dijken und Nicole Vögele für ihre im Rahmen eines internationalen Rechercheprojekts entstandene „Monitor“-Reportage „Europas Schattenarmee: Pushbacks an der kroatisch-bosnischen Grenze“ (WDR)

### Unterhaltung
- Chez Krömer | zu Gast: Torsten Sträter (S04/E01) (probono.tv für rbb)
- Deadlines (Turbokultur für ZDF/ZDFneo)
- Die Discounter (Pyjama Pictures für Amazon Prime Video)
- Freitagnacht Jews (Turbokultur für WDR)
- Joko und Klaas LIVE: Pflege ist #NichtSelbstverständlich (Florida Entertainment/Janus TV für ProSieben)
- Kranitz – Bei Trennung Geld zurück (FLORIDA Film für ARD Degeto/NDR)
- LOL: Last One Laughing – Staffel 1 (Constantin Entertainment für Amazon Prime Video)
- MaiThink X – Die Show (btf für ZDF/ZDFneo)
- Princess Charming (Seapoint Productions für RTL+/Vox)
- Sträter (Prime Productions für WDR)
- Wer stiehlt mir die Show? (Florida TV für ProSieben)
- ZDF Magazin Royale – Der Eierwurf von Halle (Unterhaltungsfernsehen Ehrenfeld für ZDF)

### Kinder & Jugend
Kinder
- ECHT (Staffel 1) (Studio Zentral Berlin für ZDF)
- Kinder der Klimakrise – 4 Mädchen, 3 Kontinente, 1 Mission (Irja von Bernstorff für RB/SWR/Arte)
- Moooment! Rassismusfreie Schule (Y Media für KiKA)
- Princess of Science (Staffel 2) (Caligari Entertainment für ZDF)
- Schau in meine Welt! Stacy – Mein Leben in der Kinder-WG (Andrea Gentsch Filmproduktionen für MDR)
- Seepferdchen (Filmakademie Baden-Württemberg für MDR)

Jugend
- Am Limit?! Jetzt reden WIR! (HR)
- Kokon (Jost Hering Filme für ZDF/Das kleine Fernsehspiel)
- LOVEMOBIL: Dokumentarfilm über Prostitution gefälscht? | STRG_F (NDR/Funk)
- Para – Wir sind King (Wiedemann & Berg für Warner TV Serie)
- Re: Generation Waldbesetzer: Im Baumhaus gegen die Klimakrise (Thurn Film für HR/Arte)
- Sounds Of (Kliemannsland für ZDF in Zusammenarbeit mit funk)

Spezial
- 1000 Folgen „Schloss Einstein“ (Saxonia Media für MDR/KiKA)
- 50 Jahre „Die Sendung mit der Maus“ (WDR)
- Für das Moderationsteam von „offen un’ ehrlich“ (SR/funk)
- Für die originelle Mischung aus Information und Comedy in „Game Two“ (Rocket Beans Entertainment im Auftrag des ZDF in Zusammenarbeit mit funk)
- Für die substantielle Information innerhalb sehr kurzer Zeit bei herausragender Gestaltung der Hochformatvideos in „reporter – Snapchat Shows“ (WDR/funk)
- „Die Frage“ für die Kombination von respektvollem, empathischem Umgang mit Protagonisten mit zurückhaltender wie sensibler Moderation. (BR/funk)

### Preis der Studierendenjury
- Una Primavera (Johannes Schubert Produktion)

### Besondere Ehrung des Deutschen Volkshochschul-Verbandes
- Anke Engelke